# Broumovsko
Broumovsko este o arie protejată (arie de protecție specială avifaunistică — SPA) din Republica Cehă întinsă pe o suprafață de 9.121,71 ha, integral pe uscat.

## Localizare
Centrul sitului Broumovsko este situat la coordonatele 50°33′28″N 16°16′30″E / 50.557778°N 16.275°E.

## Înființare
Situl Broumovsko a fost declarat arie de protecție specială avifaunistică în ianuarie 2005 pentru a proteja 2 specii de animale.

## Biodiversitate
Situată în ecoregiunea continentală, aria protejată nu include niciun habitat protejat.
La baza desemnării sitului se află mai multe specii protejate de  păsări (2): buha (Bubo bubo), șoim călător (Falco peregrinus)